# توسیا
توسیا (به ترکی استانبولی: Tosya) شهری است در کشور ترکیه که در استان قسطمونی واقع شده‌است. جمعیت این شهر بر اساس سرشماری سال ۲۰۰۸ میلادی ۲۶٬۹۵۶ نفر و بر اساس برآوردهای سال ۲۰۰۹ میلادی ۲۷٬۰۷۱ نفر می‌باشد.